# پوروشا
پوروشا (انگلیسی: Purusha)، در آخرین سرودهای «ودا» خدای یگانه ای جلوه می‌کند که خالق و پروردگار جهانیان است و «پوروشا» نامیده شده‌است.

## سانکهیا
در میان مکاتب فلسفی هند، فقط مکتب سانکهیا به‌طور خاص به مسئله آفرینش پرداخته و مسئله پیدایش درجات هستی، کیفیت اصول آفرینش، ارتباط این اصول بایکدیگر و سلسله مراتبی که براساس این اصول ایجاد شده را به‌طور مبسوط مورد بررسی قرار داده‌است.
به‌طور کلی مکتب سانکهیا ریشه کائنات و مادر خلقت را پراکریتی یا ماده اولیه می‌داند که بر اثر آمیزش با پوروشا (Purusha) یا روح، همه کائنات را به وجود می‌آید. بر طبق این مکتب، اساساً تار و پود عالم مبتنی بر فعل و انفعالات ماده اولیه و روح است.

## سه اصل بزرگ مکتب سانکهیا
نطفه سه اصل بزرگ مکتب سانکهیا، یعنی اصل فاعل یا پوروشا، اصل منفعل یا پراکریتی و اولین موجودی که از امتزاج این دو پدید
می‌آید، یعنی عقل کل را می‌توان در سرود آفرینش و تکوین ریگ ودا باز شناخت.

## میمامسا
نظام فلسفی «میمامسا» دو واقعیتِ پوروشا (purussa) و پراکریتی (ماده نخستین) (prakrti) را واقعیت غایی می‌داند.

## اوپانیشادها
مفهوم دیگری که از پوروشا در اوپانیشادها، دربارهٔ انسان مطرح شده، گاهی برابر با آتمن و به معنی قلب و روح است